# Storia dei gradi militari della Russia e dell'Unione Sovietica
I gradi militari russi moderni affondano le loro radici nella Tavola dei ranghi della Russia imperiale stabilita da Pietro il Grande. La maggior parte dei nomi dei gradi furono presi in prestito dai gradi tedeschi/prussiani, francesi, inglesi, olandesi e polacchi esistenti al momento della formazione dell'esercito regolare russo alla fine del XVII secolo.

## Regno russo
La Rus' di Kiev non aveva un esercito permanente a parte la piccola Družina (russo: squadra; cirillico: дружи́на), un gruppo permanente di guardie personali per il knjaz locale (russo: principe; cirillico: Княз); un militare di tale unità militare era chiamato druzhinnik (russo: vigilante; cirillico: дружи́нник). In caso di guerra, il knjaz formava una milizia composta da volontari provenienti dai contadini, e la družina fungeva da nucleo delle truppe. Ogni knjaz locale fungeva da capo militare delle sue truppe. Tali accordi non avevano bisogno di gradi o posizioni permanenti e venivano stati creati ad hoc, in base alle attività da svolgere.
Dopo la formazione delle truppe degli strelizzi a metà del XVI secolo, gli ufficiali comandanti di basso livello venivano nominati a uno dei seguenti gradi:
- strelec (стреле́ц), un soldato semplice
- desjatnik (деся́тник, "capodecina"), paragonabile al grado di sergente/caporale
- sotnik (со́тник, "centurione" comandante di un gruppo di 100 uomini), paragonabile al grado di capitano

Questi non erano gradi personali e venivano mantenuti solo finché l'ufficiale ricopriva la carica. Per le battaglie, il knjaz organizzava le sue truppe in unità temporanee di alto livello, di solito un polk (reggimento, antico slavo per gruppo di truppe), un reggimento comandato da un golova (голова́, capo) o voevoda (воево́да, comandante di un'unità militare); queste posizioni di comando non erano permanenti e venivano azzerate al termine del conflitto. Le unità di cavalleria cosacca avevano i propri gradi di Kazak (коза́к), Esaul (есау́л) e Ataman (атама́н); questi gradi non erano paragonabili ai ranghi degli strel'cy.
Dopo la formazione dei reggimenti permanenti (prikaz, poi polk) da parte di Ivan IV, nuovi gradi vennero introdotti nella gerarchia tra i gradi esistenti: pjatidesjatnik (пятидеся́тник, comandante di un gruppo di cinquanta uomini) paragonabile al tenente, golova in qualità di colonnello del reggimento (anche, tysjackij (ты́сяцкий, comandante di un gruppo di mille uomini). Successivamente apparve il grado di polugolova (полуголова́, mezzo golova); successivamente il grado golova fu ribattezzato polkovnik (полко́вник; colonnello del polk), e polugolova fu ribattezzato podpolkovnik (Подполко́вник);  Di solito, il voevoda era semplicemente il comandante di un grande gruppo militare e non un grado di alcun tipo.
Successivamente, sotto la dinastia dei Romanov si formarono le compagnie di mercenari stranieri; questi avevano nelle loro gerarchie i gradi stranieri di tenente e Rittmeister. Successivamente nei nuovi reggimenti degli strel'cy furono adottati gradi più occidentali, compreso quello di Generale. Infine, nel 1680 i gradi dell'Esercito imperiale russo furono unificati con quelli degli strel'cy.

## Impero Russo
all'inizio del XVIII secolo, da parte degli zar venne tentato di riformato l'esercito e creare una forte marina e in tale contesto i gradi militari furono spesso cambiati. Questi numerosi cambiamenti furono regolarmente documentati nelle regole di ingaggio dell'esercito dal 1716, fino a quando furono finalmente incorporati nella prima variante della tabella dei gradi nel 1722. Rispetto alle truppe  strel'cy, furono aggiunti alcuni gradi in più tra i sottufficiali, il grado di soldato fu sostituito con molti gradi speciali, in base alla specialità dell'arma e furono aggiunti alcuni altri gradi tra i generali. I gradi navali furono creati da zero, i gradi per la fanteria navale e il genio vennero istituito solo nel XIX secolo.
Gli ufficiali erano designati in base al loro grado definito dalla tavola dei ranghi.
Dal 1722, i gradi sia del personale militare arruolata sia quelli degli ufficiali  e dei sottufficiali si sono stabilizzati e sopravvissero fino alla Rivoluzione russa con solo piccoli aggiustamenti.
il grado di Capitano-tenente (russo: капита́н-пору́чик; traslitterato: Kapitan-poručik), venne istituito da Pietro il Grande; abolito nel 1731, il grado venne reintrodotto nel 1798 ridenominato Štabs-kapitan (штабс-капита́н). Fino al 1884 quando il grado di Štabs-kapitan, venne abolito, il grado si collocava nel X gruppo X della Tavola dei ranghi dell'Impero Russo e reintrodotto tra il 1907 e il 1911 si collocava nel IX gruppo. Lo Štabs-kapitan normalmente era al comando di una compagnia come capitano assistente.  
Per gli ufficiali della Guardia imperiale il grado apicale era quello di colonnello (russo: полко́вник; traslitterato: Polkovnik).
Nel periodo 1798-1884, i gradi dei generale furono semplificati e il grado di brigadiere fu abolito e i gradi di secondo maggiore e primo Maggiore unificati nel grado di maggiore a sua volta abolito nel 1884. 
Nel 1826, l'esercito russo adottò spalline e distinti grado della cavalleria cosacca.

## Armata bianca
Nel corso della guerra civile russa l'armata bianca mantenne generalmente il vecchio sistema imperiale, con alcune modifiche: la più importante, l'abolizione dei gradi di Praporščik e di tenente colonnello (russo: подполко́вник; Podpolkovnik) nel 1919,che furono aboliti in quanto ridondanti.

## RSFSR e Unione Sovietica
La Rivoluzione d'ottobre del 1917 abolì i privilegi della nobiltà russa (Dvorjanstvo; cirillico: дворянство). La tavola dei ranghi fu abolita e così anche i gradi militari personali. Basandosi sull’insegnamento di Karl Marx di sostituire l’esercito regolare con un'armata generale del popolo, i bolscevichi abolirono l’esercito imperiale il 16 marzo 1918, la necessità di una lotta armata per fronteggiare la controrivoluzione e l'intervento militare straniero costrinsero il Comitato esecutivo centrale panrusso e il Consiglio dei commissari del popolo ad emanare il 15 gennaio 1918 un decreto che istituiva l'"Armata Rossa degli operai e dei contadini", molto presto, prima dello scioglimento dell'esercito imperiale.
All'inizio il nuovo esercito non aveva gradi, a parte il grado unico di "Krasnoarmeec" (Красноармеец; soldato dell'Armata rossa). Tuttavia, per una reale necessità, prima in modo informale e poi più formale (sebbene non sia stato emesso alcun documento sull'introduzione dei gradi o dei nomi dei comandanti) nella corrispondenza ufficiale cominciarono a comparire acronimi rappresentanti le denominazioni dei titolari delle cariche. Ad esempio, komdiv era l'acronimo di Comandante di Divisione; allo stesso modo kombat stava per comandante di battaglione. Verso la metà della guerra civile (gennaio 1919), questi "gradi di posizione" divennero piuttosto formali e dal gennaio 1920 i nomi degli ufficiali furono fissati dall'Ordine dell'Armata Rossa. Invece dei gradi, questi erano ufficialmente conosciuti come "categorie dell'Armata Rossa". Questo sistema fu mantenuto fino al maggio 1924. Alcuni di questi acronimi sono sopravvissuti fino ai giorni nostri come nomi di posizioni informali.
Durante la guerra civile le navi non giocarono un ruolo significativo. Molti marinai e sottufficiali della flotta andarono a combattere a terra nell'Armata Rossa. Per molto tempo non esisteva affatto una gerarchia dei gradi navali. La maggior parte degli ufficiali di marina venivano chiamati in base alla loro posizione o al loro grado zarista con l'aggiunta del prefisso byvšij (cirillico: бывший; abbreviato: "b."), che significava "ex". Dal 1924 iniziò la vera ricostruzione della flotta. I gradi personali in quanto tali non esistevano durante questo periodo nella Marina. L'unico nuovo grado creato era il grado Staršina nell'Armata Rossa, introdotto per la prima volta nella Flotta Rossa degli operai e dei contadini allo stesso tempo, con il vecchio grado della Marina Imperiale di Bocman (cirillico: боцман) l'unico vecchio grado che veniva ancora utilizzato nella Marina.
Le forze aeree sovietiche iniziarono come comitato per l'aviazione militare ex imperiale nel 1918, e furono successivamente trasformate in un servizio separato come flotta aerea rossa dei lavoratori e dei contadini. Condivideva gli stessi gradi dell'Esercito e la componente aeronavale condivideva i gradi del suo servizio madre.
A partire dal 1925 i gradi furono ampliati per corrispondere ai gradi militari delle forze armate di altri paesi. Le forze aeree sovietiche ricevettero presto i propri gradi.
I gradi personali furono formalmente introdotti nell'Armata Rossa il 22 settembre 1935, compreso il grado di Maresciallo dell'Unione Sovietica adottato l'anno prima.
Nel 1937 vennero istituiti i gradi di sottotenente (russo: Mládšij Lejtenant; cirillico: Младший лейтенант; letteralmente: Giovane tenente) e Vice-tecnico militare (russo: Младший воентехник; traslitterato: Mládšij voentehnik). Furono ripristinati anche la maggior parte dei gradi degli ufficiali nell'Esercito e nella Marina, ad eccezione dei gradi degli ufficiali generali e degli ammiragli e venne istituito il grado navale di Capitano di 3ª classe. Nello stesso anno vennero istituiti i gradi di "tenente colonnello" (russo: Подполковник; traslitterato: Podpolkovnik) e " primo commissario di battaglione" (russo: Staršij batal'onnyj komissar; cirillico: Старший батальонный комиссар; letteralmente: Commissario di battaglione anziano). 

### Gradi dal 1940 al 1943
Nel maggio 1940 furono ripristinati i gradi degli ufficiali generali. I nuovi gradi erano basati, sebbene con alcune modifiche, sui gradi militari dell'Impero russo. Nello stesso anno furono ripristinati i gradi di appuntato e vice sergente (russo: Mládšij Seržant; cirillico: мл́адший сержа́нт; letteralmente: Giovane sergente) dell'esercito e il grado di Mičman della marina. 
Nel 1942 venne definitivamente sciolto il servizio dei commissari politici nell'Armata Rossa e i relativi ranghi aboliti.
| Gradi dell'Armata Rossa 1940 - 1943                                                 | Gradi dell'Armata Rossa 1940 - 1943                                                                       | Gradi dell'Armata Rossa 1940 - 1943                               | Gradi dell'Armata Rossa 1940 - 1943                                           | Gradi dell'Armata Rossa 1940 - 1943 | Gradi dell'Armata Rossa 1940 - 1943                              | Gradi dell'Armata Rossa 1940 - 1943 |
| Truppe combattenti                                                                  | Ufficiali politici                                                                                        | Ufficiali tecnici                                                 | Ufficiali amministrativi                                                      | Ufficiali medici / Ufficiali vet | Ufficiali giuridici                                              | Distintivo su bavero e cappotto     |
| Truppa Рядовой состав                                                               | Truppa Рядовой состав                                                                                     | Truppa Рядовой состав                                             | Truppa Рядовой состав                                                         | Truppa Рядовой состав | Truppa Рядовой состав                                            | Truppa Рядовой состав               |
| ----------------------------------------------------------------------------------- | --- | ----------------------------------------------------------------- | ----------------------------------------------------------------------------- | --- | ---------------------------------------------------------------- | ----------------------------------- |
| soldato semplice Красноармеец Krasnoarmeeec                                         | - | -                                                                 | -                                                                             | - | -                                                                |                                     |
| caporale Ефрейтор Efrejtor                                                          | - | -                                                                 | -                                                                             | - | -                                                                |                                     |
| Sottufficiali Младший командный и начальствующий состав                             | |                                                                   |                                                                               | |                                                                  |                                     |
| sergente inferiore Младший сержант Mladšij seržant                                  | - | -                                                                 | -                                                                             | - | -                                                                |                                     |
| sergente Сержант Seržant                                                            | - | -                                                                 | -                                                                             | - | -                                                                |                                     |
| sergente scelto Старший сержант Staršij seržant                                     | - | -                                                                 | -                                                                             | - | -                                                                |                                     |
| sergente maggiore Старшина Staršina                                                 | - | -                                                                 | -                                                                             | - | -                                                                |                                     |
| Ufficiali subalterni Средний командный и начальствующий состав                      | |                                                                   |                                                                               | |                                                                  |                                     |
| sottotenente Младший лейтенант Mladšij lejtenant                                    | - | tecnico militare scelto Младший воентехник Mladšij voentehnik     | -                                                                             | - | -                                                                |                                     |
| tenente Лейтенант Lejtenant                                                         | Politruk inferiore Младший политрук Mladšij politruk                                                      | tecnico militare 2º grado Воентехник 2 ранга Voentehnik 2 ranga   | tecnico-intendente 2º grado Техник-интендант 2 ранга Tehnik-intendant 2 ranga | Feldscher militare / Feldscher vet militare Военфельдшер / ветвоенфельдшер Voenfel'dšer / vetvoenfel'dšer                                               | giurista militare inferiore Младший военюрист Mladšij voenjurist |                                     |
| tenente scelto Старший лейтенант Staršij lejtenant                                  | Politruk Политрук Politruk                                                                                | tecnico militare 1º grado Воентехник 1 ранга Voentehnik 1 ranga   | tecnico-intendente 1º grado Техник-интендант 1 ранга Tehnik-intendant 1 ranga | Feldscher militare scelto / Feldscher vet militare scelto Старший военфельдшер / Старший ветвоенфельдшер Staršij voenfel'dšer / Staršij vetvoenfel'dšer | giurista militare Военюрист Voenjurist                           |                                     |
| Ufficiali superiori Старший командный и начальствующий состав                       | |                                                                   |                                                                               | |                                                                  |                                     |
| capitano Капитан Kapitan                                                            | Politruk scelto Старший политрук Staršij politruk                                                         | geniere militare 3º grado Военинженер 3 ранга Voeninžener 3 ranga | intendente 3º grado Интендант 3 ранга Intendant 3 ranga                       | medico militare 3º grado / vet militare 3º grado Военврач 3 ранга / Ветвоенврач 3 ранга Voenvrač 3 ranga / vetvoenvrač 3 ranga                          | giurista militare 3º grado Военюрист 3 ранга Voenjurist 3 ranga  |                                     |
| maggiore Майор Mayor                                                                | commissario di battaglione Батальонный комиссар Batalionnij komissar                                      | geniere militare 2º grado Военинженер 2 ранга Voeninžener 2 ranga | intendente 2º grado Интендант 2 ранга Intendant 2 ranga                       | medico militare 2º grado / vet militare 2º grado Военврач 2 ранга / Ветвоенврач 2 ранга Voenvrač 2 ranga / vetvoenvrač 2 ranga                          | giurista militare 2º grado Военюрист 2 ранга Voenjurist 2 ranga  |                                     |
| tenente colonnello Подполковник Podpolkovnik                                        | commissario scelto di battaglione Старший батальонный комиссар Staršij batalionnij komissar               | geniere militare 1º grado Военинженер 1 ранга Voeninžener 1 ranga | intendente 1º grado Интендант 1 ранга Intendant 1 ranga                       | medico militare 1º grado / vet militare 1º grado Военврач 1 ранга / Ветвоенврач 1 ранга Voenvrač 1 ranga / vetvoenvrač 1 ranga                          | giurista militare 1º grado Военюрист 1 ранга Voenjurist 1 ranga  |                                     |
| colonnello Полковник Polkovnik                                                      | commissario di reggimento Полковой комиссар Polkovoj komissar                                             | -                                                                 | -                                                                             | - | -                                                                |                                     |
| Comandanti supremi Высший командный и начальствующий состав                         | |                                                                   |                                                                               | |                                                                  |                                     |
| maggior generale Генерал-майор General-major                                        | commissario di divisione Дивизионный комиссар Divizionnij komissar                                        | geniere di divisione Дивинженер Divinžener                        | intendente di divisione Дивинтендант Divintendant                             | medico divisionale / vet divisionale Дивврач / Ветдивврач Divvrač / Vetdivvrač                                                                          | giurista militare divisionale Диввоенюрист Divvoenjurist         |                                     |
| tenente generale Генерал-лейтенант General-lejtenant                                | commissario di Corpo Корпусной комиссар Korpusnoj komissar                                                | geniere di Corpo Коринженер Korinžener                            | intendente di Corpo Коринтендант Korintendant                                 | medico di Corpo / vet di Corpo Корвраč / Веткорвраč Korvrač / vetkorvrač                                                                                | giurista di Corpo Корвоенюрист Korvoenjurist                     |                                     |
| colonnello generale Генерал-полковник General-polkovnik                             | commissario scelto di battaglione d'Armata 2º grado Армейский комиссар 2 ранга Armejskij komissar 2 ranga | geniere d'Armata Арминженер Arminžener                            | intendente d'Armata Арминтендант Armintendant                                 | medico d'Armata / vet d'Armata Армврач / Ветармврач Armvrač / vetarmvrač                                                                                | giurista d'Armata Армвоенюрист Armvoenjurist                     |                                     |
| generale d'Armata Генерал армии General armii                                       | commissario scelto di battaglione d'Armata 1º grado Армейский комиссар 1 ранга Armejskij komissar 1 ranga | -                                                                 | -                                                                             | - | -                                                                |                                     |
| maresciallo dell'Unione Sovietica Маршал Советского Союза Maršal Sovietskovo Sojuza | - | -                                                                 | -                                                                             | - | -                                                                |                                     |

### Colori delle armi
| Arma                                                      | Colore insegne sui baveri |
| --------------------------------------------------------- | ------------------------- |
| Fanteria                                                  | Magenta                   |
| Fanteria                                                  | Verde oliva               |
| Cavalleria                                                | Blu                       |
| Forze corazzate Artiglieria Forze chimiche Forze tecniche | Nero                      |
| Servizi                                                   | Verde scuro               |

### Gradi dal 1943 al 1945
Nel 1943  furono reintrodotte, con alcune modifiche, le insegne di grado imperiali. I nuovi gradi abolirono anche i gradi specialistici per le altre armi e servizi, e furono sostituiti dai nuovi gradi, preceduti dal nome del servizio. 
| Gradi dell'Armata Rossa 1943 - 1945                                                                  | Gradi dell'Armata Rossa 1943 - 1945   | Gradi dell'Armata Rossa 1943 - 1945   | Gradi dell'Armata Rossa 1943 - 1945   | Gradi dell'Armata Rossa 1943 - 1945   | Gradi dell'Armata Rossa 1943 - 1945   | Gradi dell'Armata Rossa 1943 - 1945   | Gradi dell'Armata Rossa 1943 - 1945   | Gradi dell'Armata Rossa 1943 - 1945   | Gradi dell'Armata Rossa 1943 - 1945   | Gradi dell'Armata Rossa 1943 - 1945   | Gradi dell'Armata Rossa 1943 - 1945   | Gradi dell'Armata Rossa 1943 - 1945   | Gradi dell'Armata Rossa 1943 - 1945   | Gradi dell'Armata Rossa 1943 - 1945   |
| Soldati e sergenti Солдаты и сержанты                                                                | Soldati e sergenti Солдаты и сержанты | Soldati e sergenti Солдаты и сержанты | Soldati e sergenti Солдаты и сержанты | Soldati e sergenti Солдаты и сержанты | Soldati e sergenti Солдаты и сержанты | Soldati e sergenti Солдаты и сержанты | Soldati e sergenti Солдаты и сержанты | Soldati e sergenti Солдаты и сержанты | Soldati e sergenti Солдаты и сержанты | Soldati e sergenti Солдаты и сержанты | Soldati e sergenti Солдаты и сержанты | Soldati e sergenti Солдаты и сержанты | Soldati e sergenti Солдаты и сержанты | Soldati e sergenti Солдаты и сержанты |
| grado                                                                                                | Distintivo sulle spalline             |                                       |                                       |                                       |                                       |                                       |                                       |                                       |                                       |                                       |                                       |                                       |                                       |                                       |
| --- | ------------------------------------- | ------------------------------------- | ------------------------------------- | ------------------------------------- | ------------------------------------- | ------------------------------------- | ------------------------------------- | ------------------------------------- | ------------------------------------- | ------------------------------------- | ------------------------------------- | ------------------------------------- | ------------------------------------- | ------------------------------------- |
| soldato Рядовой Rjadovoj                                                                             |                                       |                                       |                                       |                                       |                                       |                                       |                                       |                                       |                                       |                                       |                                       |                                       |                                       |                                       |
| caporale Ефрейтор Efrejtor                                                                           |                                       |                                       |                                       |                                       |                                       |                                       |                                       |                                       |                                       |                                       |                                       |                                       |                                       |                                       |
| sergente inferiore Младший сержант Mladshiy Serzhant                                                 |                                       |                                       |                                       |                                       |                                       |                                       |                                       |                                       |                                       |                                       |                                       |                                       |                                       |                                       |
| sergente Сержант Serzhant                                                                            |                                       |                                       |                                       |                                       |                                       |                                       |                                       |                                       |                                       |                                       |                                       |                                       |                                       |                                       |
| sergente scelto Старший сержант Starshiy Serzhant                                                    |                                       |                                       |                                       |                                       |                                       |                                       |                                       |                                       |                                       |                                       |                                       |                                       |                                       |                                       |
| sergente maggiore Старшина Starshina                                                                 |                                       |                                       |                                       |                                       |                                       |                                       |                                       |                                       |                                       |                                       |                                       |                                       |                                       |                                       |
| Ufficiali inferiori e superiori Младшие и старшие офицеры                                            |                                       |                                       |                                       |                                       |                                       |                                       |                                       |                                       |                                       |                                       |                                       |                                       |                                       |                                       |
| grado                                                                                                | Distintivo sulle spalline             |                                       |                                       |                                       |                                       |                                       |                                       |                                       |                                       |                                       |                                       |                                       |                                       |                                       |
| sottotenente Младший лейтенант Mladšij lejtenant                                                     |                                       |                                       |                                       |                                       |                                       |                                       |                                       |                                       |                                       |                                       |                                       |                                       |                                       |                                       |
| tenente Лейтенант Lejtenant                                                                          |                                       |                                       |                                       |                                       |                                       |                                       |                                       |                                       |                                       |                                       |                                       |                                       |                                       |                                       |
| primo tenente Старший лейтенант Staršij lejtenant                                                    |                                       |                                       |                                       |                                       |                                       |                                       |                                       |                                       |                                       |                                       |                                       |                                       |                                       |                                       |
| capitano Капитан Kapitan                                                                             |                                       |                                       |                                       |                                       |                                       |                                       |                                       |                                       |                                       |                                       |                                       |                                       |                                       |                                       |
| maggiore Майор Major                                                                                 |                                       |                                       |                                       |                                       |                                       |                                       |                                       |                                       |                                       |                                       |                                       |                                       |                                       |                                       |
| tenente colonnello Подполковник Podpolkovnik                                                         |                                       |                                       |                                       |                                       |                                       |                                       |                                       |                                       |                                       |                                       |                                       |                                       |                                       |                                       |
| colonnello Полковник Polkovnik                                                                       |                                       |                                       |                                       |                                       |                                       |                                       |                                       |                                       |                                       |                                       |                                       |                                       |                                       |                                       |
| Ufficiali generali Высшие офицеры                                                                    |                                       |                                       |                                       |                                       |                                       |                                       |                                       |                                       |                                       |                                       |                                       |                                       |                                       |                                       |
| grado                                                                                                | Distintivo sulle spalline             |                                       |                                       |                                       |                                       |                                       |                                       |                                       |                                       |                                       |                                       |                                       |                                       |                                       |
| maggior generale Генерал-майор General-major                                                         |                                       |                                       |                                       |                                       |                                       |                                       |                                       |                                       |                                       |                                       |                                       |                                       |                                       |                                       |
| tenente generale Генерал-лейтенант General-leytenant                                                 |                                       |                                       |                                       |                                       |                                       |                                       |                                       |                                       |                                       |                                       |                                       |                                       |                                       |                                       |
| colonnello generale Генерал-полковник General-polkovnik                                              |                                       |                                       |                                       |                                       |                                       |                                       |                                       |                                       |                                       |                                       |                                       |                                       |                                       |                                       |
| generale dell'Esercito Генерал армии General armii                                                   |                                       |                                       |                                       |                                       |                                       |                                       |                                       |                                       |                                       |                                       |                                       |                                       |                                       |                                       |
| maresciallo Маршал рода войск Marshal roda vojsk                                                     |                                       |                                       |                                       |                                       |                                       |                                       |                                       |                                       |                                       |                                       |                                       |                                       |                                       |                                       |
| maresciallo Capo Главный маршал рода войск Glavnyj maršal roda vojsk                                 |                                       |                                       |                                       |                                       |                                       |                                       |                                       |                                       |                                       |                                       |                                       |                                       |                                       |                                       |
| maresciallo dell'Unione Sovietica Маршал Советского Союза Maršal Sovetskogo Sojuza                   |                                       |                                       |                                       |                                       |                                       |                                       |                                       |                                       |                                       |                                       |                                       |                                       |                                       |                                       |
| generalissimo dell'Unione Sovietica Генералиссимус Советского Союза Generalissimus Sovetskogo Sojuza |                                       |                                       |                                       |                                       |                                       |                                       |                                       |                                       |                                       |                                       |                                       |                                       |                                       |                                       |

### Colori delle armi
| Arma                              | Colore distintivi sulle spalline |
| --------------------------------- | -------------------------------- |
| Fanteria Fanteria meccanizzata    | Magenta                          |
| Cavalleria                        | Blu                              |
| Forze corazzate Artiglieria       | Rosso                            |
| Servizi medici Servizi veterinari | Verde scuro                      |
| Forze tecniche                    | Nero                             |